# Jan Černý-Niger
Jan Černý, lat. Niger, Nigera (ca 1456 Praha – před 1. listopadem 1530 Prostějov) byl český lékař a literárně činný člen Jednoty bratrské.
Stejné jméno nesl v Jednotě bratrské biskup Jan Černý (1500/1510–1565), který je pro odlišení obou osob označován jako Nigranus.

## Život
Pocházel z měšťanské utrakvistické rodiny. Studoval na pražské univerzitě, kde se stal v dubnu 1479 bakalářem. Poté se u blíže neznámého mistra Václava soukromě věnoval studiu lékařství. Během studií v Praze pobýval v Rečkově koleji. V rámci příprav na své povolání prováděl excerpta z lékařských děl, některé z těchto rukopisů se dochovaly dodnes. Ještě v průběhu studií se seznámil s učením Jednoty bratrské a někdy mezi lety 1480–1486 odešel na výzvu svého mladšího bratra Lukáše Pražského do Litomyšle, kde působil jako lékař. Od roku 1490 je doložen v domě na Horním Městě, zvaném později U Jana lékaře. Nejspíše ještě před rokem 1490 se přidal k bratřím.
V průběhu své lékařské praxe si vytvořil významnou klientelu, léčil např. Viléma z Pernštejna s jeho manželkou Johankou z Liblic a moravského humanistu Augustina Käsenbrota-Olomouckého, s nímž vedl náboženskou polemiku. Pravděpodobně kvůli svým profesním zájmům se nejpozději na začátku roku 1500 přestěhoval do Prostějova, svůj litomyšlský dům prodal v září 1501 Martinu Kabátníkovi. Po Kabátníkově smrti v roce 1503 se Černý stal jedním ze tří poručníků jeho dětí. V Prostějově, kde vlastnil dům před Kosteleckou branou, působil Černý jako lékař někdy do roku 1513/1514 a po několikaletém pobytu v Litomyšli opět od roku 1519 až do svém smrti. Vedl zde bratrský léčebný dům, který je v pramenech opakovaně zmiňován až do počátku 17. století. K jeho žákům patřili pozdější pražský lékař a lékárník Petr z Třebska a kutnohorský lékař a profesor pražské univerzity Jan Berka z Chocně. V některých teologických otázkách zastával Černý na rozdíl od svého bratra Lukáše konzervativní postoj, avšak postavil se proti opětování křtu. V bratrských pramenech není doloženo, že by se stal knězem a s největší pravděpodobností nezastával v Jednotě ani žádný jiný duchovní úřad, z čehož jej vylučovalo již jeho povolání lékaře.

## Dílo
- Spis o nemocech morniech, kterak se mají lidé chovati před tím i při tom času (1496, tisky 1506, 1518, 1530, 1542, 1544, 1556, ca 1562, 1582, ca 1604, 1633; dílo je dochováno i v několika rkp.). Pojednání o moru, které je pozoruhodné zdůrazňováním prevence, v této době ještě neobvyklé.
- Knieha lékařská, kteráž slove herbář aneb zelinář (tisk 1517 v Norimberce). Nejvýznamnější spis Jana Černého, vytvořený na základě vlastního studia. Pojednává léčebné účinky rostlin, které jsou opatřeny českými, německými a latinskými názvy. Kniha je prvním českým herbářem, vydaným tiskem, doplňují ji četné dřevořezy a patří k základním dílům českého humanistického lékařství.
- Černý byl též autorem několika náboženských spisů, které zůstaly v rukopisech a do dnešních dní se nedochovaly. Petr z Třebska zmiňuje v předmluvě ke spisu O nemocech morniech (ve vydání z r. 1530) následující traktáty: Nepotřebí se křesťanu již jednú pokřtěnému po druhé se křtíti (1494); Výklad utěšený na Ecclesiastes, knihy Šalamúnovy (1500; spis byl věnován Johance z Liblic, ženě Viléma z Pernštejna); Dialog, že křesťanu nenáleží přísahati (ca 1489‒1496). Podle téhož zdroje byl Černý také autorem traktátu, určeného Zachařovi z Chrudimě, písaři královských dolů v Kutné Hoře.
- Tři listy Augustinovi Olomouckému z počátku 16. století, v nichž se Jan Černý zastává bratrského učení. V rukopise se dochoval jen český překlad dvou jeho listů, datovaných 5. dubna a 7. července 1501.
- Podle zprávy Matouše Collina z Chotěřiny v předmluvě jeho spisu Antiqua et constans confessio fidei ecclesiae Christi in regno Boiemiae (1562) Černý také spolupracoval na redakci jednoho z bratrských kancionálů. Údaj se týká nejspíše nedochovaného vydání z roku 1505.